# Aleria (stolica tytularna)
Aleria (łac. Dioecesis Aleriensis) – stolica historycznej diecezji we Francji erygowanej w V wieku, a włączonej w 1801 w skład diecezja Ajaccio. 
Współcześnie miasto Aléria znajduje się w regionie Korsyka we Francji. Obecnie katolickie biskupstwo tytularne ustanowione w 2002 przez papieża Jana Pawła II. 

## Biskupi tytularni
| Lp. | Biskup         | Funkcja                           | Od              | Do |
| --- | -------------- | --------------------------------- | --------------- | -- |
| 1   | Guido Fiandino | biskup pomocniczy Turynu (Włochy) | 21 czerwca 2002 |    |